# Action painting

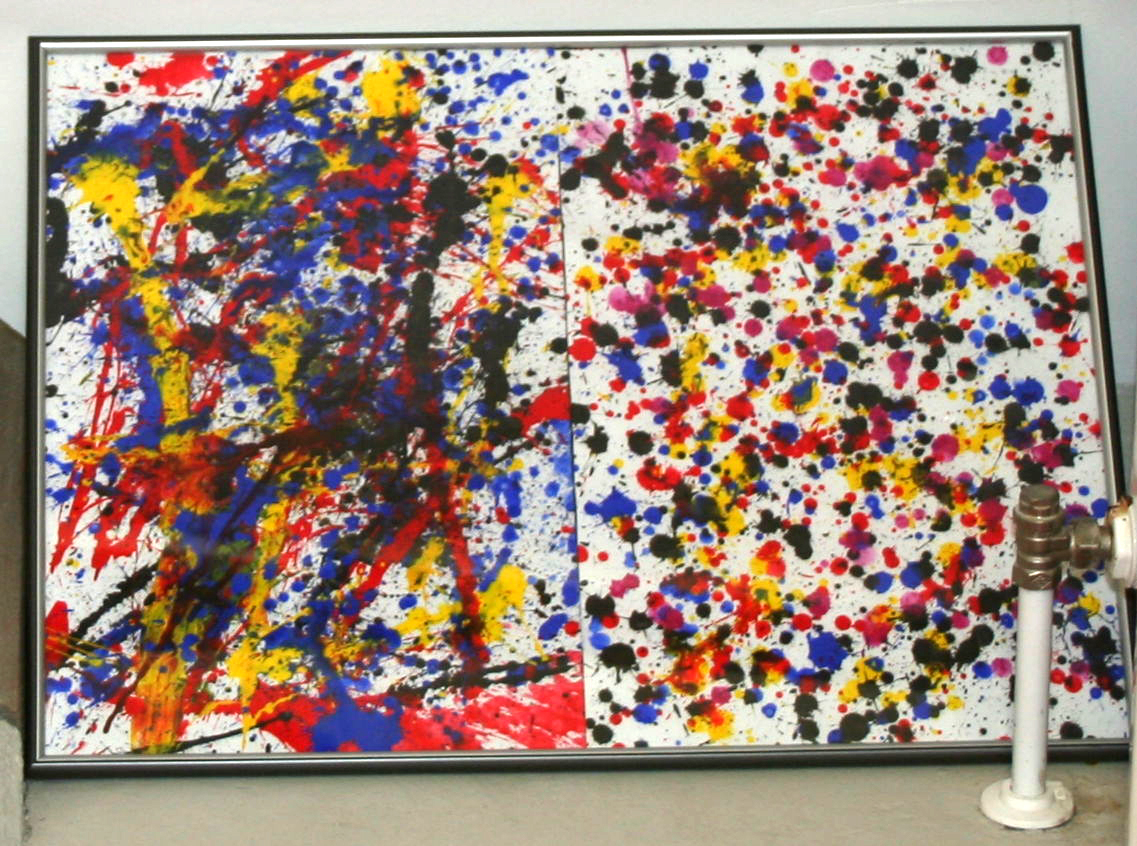
Action Painting

Action painting sau abstracția gestuală este un stil de pictură direct, dinamic, instinctiv, care presupune spontaneitate în aplicarea culorii. Aceasta este picurată, vărsată și întinsă pe pânză prin gesturi rapide. Termenul a fost folosit pentru prima dată cu referire la lucrările lui Jackson Pollock.
Pictorii americani s-au inspirat din tehnicile „automate" folosite de suprarealiștii europeni în anii 1920 și 1930. Aceștia consideră că tabloul nu reprezintă doar un produs finit, ci și o istorie a procesului de creație al acestuia. Abstracția gestuală este legată și de expresionismul abstract al anilor 1950. 
Acesta a fost răspândit de la anii 1940 până la începutul anilor 1960 și este strâns asociat cu expresionismul abstract (unii critici au folosit termenii "pictura de acțiune" și "expresionismul abstract" interschimbabil). Se creează deseori o comparație între pictura de acțiune americană și tahismul francez. Școala expresionismului american abstract din New York (1940-1950) este, de asemenea, văzută ca fiind strâns legată de mișcare.

## Pictori reprezentativi
- Norman Bluhm
- James Brooks
- Nicolas Carone
- Elaine de Kooning
- Willem de Kooning
- Perle Fine
- Sam Francis
- Michael Goldberg
- Ismail Gulgee
- Philip Guston
- Grace Hartigan
- Franz Kline
- Albert Kotin
- Lee Krasner
- Conrad Marca-Relli
- Joan Mitchell
- Jackson Pollock
- Milton Resnick
- Joe Stefanelli
- Jack Tworkov